# Fase final de la Liga de Naciones de la UEFA 2022-23
La fase final de la Liga de las Naciones de la UEFA 2022-23 fue la fase final de la temporada 2022-23 de la Liga de las Naciones de la UEFA, la tercera temporada de la competición internacional de fútbol en la que participaron los equipos nacionales masculinos de las asociaciones miembro de la UEFA. El torneo se disputó del 14 al 18 de junio de 2023, y participaron los cuatro ganadores de grupo de la Liga A de las Naciones. Consistió de dos semifinales, un partido para el tercer lugar y una Final para determinar el campeón de la Liga de las Naciones de la UEFA.

## Formato
Las finales de la Liga de las Naciones se llevaron a cabo en junio de 2023 y fueron disputados por los cuatro ganadores de grupo de la Liga A. Cada uno de los cuatro equipos participantes fue asignado a un grupo de cinco equipos (en lugar de a un grupo de seis) para la fase de grupos de la clasificación para la Eurocopa de 2024.
Las finales de la Liga de Naciones se jugaron en partidos eliminatorios de un solo partido, que constaron de dos semifinales, un partido por el tercer puesto y una final. Los emparejamientos de semifinales, partido por el tercer puesto y la final, así como el equipo anfitrión, fueron determinados mediante un sorteo abierto. Todos los partidos del torneo utilizaron los sistemas tecnología de línea de gol y video árbitro asistente (VAR).
En las finales de la Liga de las Naciones, si los equipos empatan al final del tiempo reglamentario:
- En las semifinales y la final, se jugarán 30 minutos de tiempo extra, donde cada equipo podrá realizar un cambio extra.[3] Si el marcador sigue empatado después de la prórroga, el ganador se determinará mediante una tanda de penaltis.
- En el tercer puesto, no se jugaría la prórroga y el ganador se determinaría mediante una tanda de penaltis.

## Equipos clasificados
Los cuatro ganadores de grupo de la Liga A se clasificaron para la Final Four de la Liga de las Naciones. Francia, el defensor del título, fue eliminado al finalizar tercero en su grupo.
| Grupo | Equipo       | Fecha de clasificación   | Participaciones anteriores | Posición FIFA (abril de 2023) |
| ----- | ------------ | ------------------------ | -------------------------- | ----------------------------- |
| A1    | Croacia      | 25 de septiembre de 2022 | 0 (debut)                  | 7                             |
| A2    | España       | 27 de septiembre de 2022 | 1 (2021)                   | 10                            |
| A3    | Italia       | 26 de septiembre de 2022 | 1 (2021)                   | 8                             |
| A4    | Países Bajos | 25 de septiembre de 2022 | 1 (2019)                   | 6                             |

## Sedes
Los estadios De Kuip en Róterdam y De Grolsch Veste en Enschede fueron confirmadas como sedes del torneo el 29 de noviembre de 2022. Otros posibles estadios, como el Johan Cruyff Arena en Ámsterdam (el más grande del país) y el Philips Stadion de Eindhoven, no estuvieron disponibles para el torneo debido a conciertos programados previamente
| Róterdam Enschede | Róterdam          | Enschede          |
| ----------------- | ----------------- | ----------------- |
| Róterdam Enschede | De Kuip           | De Grolsch Veste  |
| Róterdam Enschede | Capacidad: 51 117 | Capacidad: 30 205 |
| Róterdam Enschede |                   |                   |

## Cuadro
|  | Semifinales                              | Semifinales |                                 |       | Final | Final |
|  |                                          |             |                                 |       |       |       |
|  | 14 de junio - De Kuip, Róterdam          |             |                                 |       |       |       |
|  |                                          |             |                                 |       |       |       |
|  | Países Bajos                             | 2           |                                 |       |       |       |
|  | Países Bajos                             | 2           | 18 de junio - De Kuip, Róterdam |       |       |       |
|  | Croacia (t. s.)                          | 4           |                                 |       |       |       |
|  | Croacia (t. s.)                          | 4           | Croacia                         | 0 (4) |       |       |
|  | 15 de junio - De Grolsch Veste, Enschede |             | Croacia                         | 0 (4) |       |       |
|  |                                          | España (p.) | 0 (5)                           |       |       |       |
|  | España                                   | España (p.) | 0 (5)                           | 2     |       |       |
|  | España                                   |             |                                 | 2     |       |       |
|  | Italia                                   | 1           |                                 |       |       |       |
|  | Italia                                   | 1           | Partido por el tercer puesto    |       |       |       |
|  |                                          |             |                                 |       |       |       |
|  | 18 de junio - De Grolsch Veste, Enschede |             |                                 |       |       |       |
|  |                                          |             |                                 |       |       |       |
|  | Países Bajos                             | 2           |                                 |       |       |       |
|  | Países Bajos                             | 2           |                                 |       |       |       |
|  | Italia                                   | 3           |                                 |       |       |       |

### Semifinales

#### Países Bajos - Croacia
| 14 de junio de 2023 | Países Bajos             | 2:4 (2:2; 1:0) (t. s.) | Croacia                                                                 | Stadion De Kuip, Róterdam                                                      |                                                                                |
| 20:45 (CEST)        | - Malen 34' - Lang 90+6' | Reporte                | - Kramarić 55' (pen.) - Pašalić 72' - Petković 99' - Modrić 116' (pen.) | Asistencia: 39 359 espectadores Árbitro(s): István Kovács VAR: Bastian Dankert | Asistencia: 39 359 espectadores Árbitro(s): István Kovács VAR: Bastian Dankert |

|  |  |

| POR           | 1  | Justin Bijlow        |      |      |
| DEF           | 22 | Denzel Dumfries      |      | 85'  |
| DEF           | 12 | Lutsharel Geertruida |      |      |
| DEF           | 4  | Virgil van Dijk      |      |      |
| DEF           | 5  | Nathan Aké           |      | 106' |
| MED           | 6  | Mats Wieffer         |      | 75'  |
| MED           | 20 | Teun Koopmeiners     | 93'  |      |
| MED           | 21 | Frenkie de Jong      | 38'  |      |
| DEL           | 18 | Donyell Malen        |      | 75'  |
| DEL           | 9  | Cody Gakpo           |      | 106' |
| DEL           | 11 | Xavi Simons          |      | 64'  |
| Cambios:      |    |                      |      |      |
| DEL           | 19 | Wout Weghorst        |      | 64'  |
| MED           | 8  | Georginio Wijnaldum  |      | 75'  |
| DEL           | 7  | Steven Bergwijn      |      | 75'  |
| DEL           | 10 | Noa Lang             |      | 85'  |
| MED           | 15 | Marten de Roon       |      | 106' |
| DEF           | 16 | Tyrell Malacia       | 116' | 106' |
| Entrenador:   |    |                      |      |      |
| Ronald Koeman |    |                      |      |      |

| POR          | 1  | Dominik Livaković | 90+1' |      |
| DEF          | 22 | Josip Juranović   |       | 78'  |
| DEF          | 6  | Josip Šutalo      |       | 91'  |
| DEF          | 21 | Domagoj Vida      |       |      |
| DEF          | 14 | Ivan Perišić      |       |      |
| MED          | 11 | Marcelo Brozović  | 64'   |      |
| MED          | 10 | Luka Modrić       |       | 119' |
| MED          | 8  | Mateo Kovačić     | 17'   | 85'  |
| DEL          | 15 | Mario Pašalić     | 24'   |      |
| DEL          | 16 | Luka Ivanušec     |       | 78'  |
| DEL          | 9  | Andrej Kramarić   |       | 90'  |
| Cambios:     |    |                   |       |      |
| MED          | 13 | Nikola Vlašić     |       | 78'  |
| DEF          | 2  | Josip Stanišić    |       | 78'  |
| MED          | 7  | Lovro Majer       |       | 85'  |
| DEF          | 5  | Martin Erlić      |       | 90'  |
| DEL          | 17 | Bruno Petković    |       | 91'  |
| DEF          | 3  | Borna Barišić     |       | 119' |
| Entrenador:  |    |                   |       |      |
| Zlatko Dalić |    |                   |       |      |

| Jugador del partido: Luka Modrić (Croacia) |

#### España - Italia
| 15 de junio de 2023 | España                 | 2:1 (1:1) | Italia                | De Grolsch Veste, Enschede                                                     |                                                                                |
| 20:45 (CEST)        | - Pino 3' - Joselu 88' | Reporte   | - Immobile 11' (pen.) | Asistencia: 24 558 espectadores Árbitro(s): Slavko Vinčić VAR: Nejc Kajtazović | Asistencia: 24 558 espectadores Árbitro(s): Slavko Vinčić VAR: Nejc Kajtazović |

|  |  |

| POR               | 23 | Unai Simón       |       |     |
| MED               | 22 | Jesús Navas      |       |     |
| MED               | 3  | Robin Le Normand |       |     |
| MED               | 14 | Aymeric Laporte  |       |     |
| MED               | 18 | Jordi Alba       | 45+1' |     |
| MED               | 16 | Rodri            |       |     |
| MED               | 6  | Mikel Merino     |       | 74' |
| DEL               | 19 | Rodrigo          |       | 46' |
| MED               | 9  | Gavi             | 57'   | 68' |
| DEL               | 15 | Yeremy Pino      |       | 74' |
| DEL               | 7  | Álvaro Morata    | 83'   | 84' |
| Cambios:          |    |                  |       |     |
| FW                | 10 | Marco Asensio    |       | 46' |
| MF                | 11 | Sergio Canales   |       | 68' |
| MF                | 8  | Fabián Ruiz      |       | 74' |
| FW                | 12 | Ansu Fati        |       | 74' |
| FW                | 20 | Joselu           |       | 84' |
| Entrenador:       |    |                  |       |     |
| Luis de la Fuente |    |                  |       |     |

| POR             | 1  | Gianluigi Donnarumma |       |     |
| DEF             | 13 | Rafael Tolói         |       |     |
| DEF             | 19 | Leonardo Bonucci     |       | 46' |
| DEF             | 15 | Francesco Acerbi     |       |     |
| DEF             | 2  | Giovanni Di Lorenzo  |       |     |
| MED             | 7  | Davide Frattesi      |       | 76' |
| MED             | 8  | Jorginho             |       | 60' |
| MED             | 18 | Nicolò Barella       |       |     |
| MED             | 4  | Leonardo Spinazzola  |       | 46' |
| DEL             | 11 | Nicolò Zaniolo       | 90+3' |     |
| DEL             | 17 | Ciro Immobile        | 38'   | 60' |
| Cambios:        |    |                      |       |     |
| DEF             | 5  | Matteo Darmian       |       | 46' |
| DEF             | 3  | Federico Dimarco     |       | 46' |
| DEL             | 14 | Federico Chiesa      |       | 60' |
| MED             | 16 | Bryan Cristante      |       | 60' |
| MED             | 6  | Marco Verratti       |       | 76' |
| Entrenador:     |    |                      |       |     |
| Roberto Mancini |    |                      |       |     |

| Jugador del partido: Rodri (España) |

### Tercer lugar

#### Países Bajos - Italia
| 18 de junio de 2023 | Países Bajos                   | 2:3 (0:2) | Italia                                   | De Grolsch Veste, Enschede                                                       |                                                                                  |
| 15:00 (CEST)        | - Bergwijn 68' - Wijnaldum 89' | Reporte   | - Dimarco 6' - Frattesi 20' - Chiesa 72' | Asistencia: 21 292 espectadores Árbitro(s): Glenn Nyberg VAR: Bartosz Frankowski | Asistencia: 21 292 espectadores Árbitro(s): Glenn Nyberg VAR: Bartosz Frankowski |

|  |  |

| POR           | 1  | Justin Bijlow        |       |     |
| DEF           | 22 | Denzel Dumfries      |       |     |
| DEF           | 12 | Lutsharel Geertruida |       | 46' |
| DEF           | 4  | Virgil van Dijk      |       |     |
| DEF           | 5  | Nathan Aké           |       |     |
| MED           | 6  | Mats Wieffer         |       | 76' |
| MED           | 21 | Frenkie de Jong      |       |     |
| MED           | 11 | Xavi Simons          |       | 63' |
| DEL           | 18 | Donyell Malen        |       | 46' |
| DEL           | 9  | Cody Gakpo           |       |     |
| DEL           | 10 | Noa Lang             |       | 46' |
| Cambios:      |    |                      |       |     |
| DEL           | 7  | Steven Bergwijn      |       | 46' |
| MED           | 8  | Georginio Wijnaldum  |       | 46' |
| DEL           | 19 | Wout Weghorst        | 90+5' | 46' |
| MED           | 20 | Teun Koopmeiners     |       | 63' |
| MED           | 17 | Joey Veerman         |       | 76' |
| Entrenador:   |    |                      |       |     |
| Ronald Koeman |    |                      |       |     |

| POR             | 1  | Gianluigi Donnarumma  |       |     |
| DEF             | 13 | Rafael Tolói          |       |     |
| DEF             | 15 | Francesco Acerbi      | 90+5' |     |
| DEF             | 23 | Alessandro Buongiorno |       |     |
| DEF             | 3  | Federico Dimarco      | 34'   | 74' |
| MED             | 7  | Davide Frattesi       |       |     |
| MED             | 16 | Bryan Cristante       |       |     |
| MED             | 6  | Marco Verratti        |       | 85' |
| DEL             | 20 | Wilfried Gnonto       |       | 63' |
| DEL             | 9  | Mateo Retegui         |       | 85' |
| DEL             | 22 | Giacomo Raspadori     |       | 63' |
| Cambios:        |    |                       |       |     |
| DEL             | 14 | Federico Chiesa       |       | 63' |
| MED             | 11 | Nicolò Zaniolo        |       | 63' |
| DEF             | 4  | Leonardo Spinazzola   |       | 74' |
| MED             | 18 | Nicolò Barella        | 90+2' | 85' |
| MED             | 10 | Lorenzo Pellegrini    |       | 85' |
| Entrenador:     |    |                       |       |     |
| Roberto Mancini |    |                       |       |     |

| Jugador del partido: Federico Dimarco (Italia) Árbitros asistentes: Mahbod Beigi (Suecia) Andreas Söderqvist (Suecia) Cuarto árbitro: Kristo Tohver (Estonia) Árbitro asistente de video: Bartosz Frankowski (Polonia) Asistentes VAR: Paweł Pskit (Polonia) |

### Final

#### Croacia - España
| 18 de junio de 2023 | Croacia                                                   | 0:0 (t. s.)(4:5 p.)        | España                                                   | Stadion De Kuip, Róterdam                                                 |                                                                           |
| 20:45 (CEST)        |                                                           | Reporte                    |                                                          | Asistencia: 41 110 espectadores Árbitro(s): Felix Zwayer VAR: Marco Fritz | Asistencia: 41 110 espectadores Árbitro(s): Felix Zwayer VAR: Marco Fritz |
|                     |                                                           | Tiros desde el punto penal |                                                          |                                                                           |                                                                           |
|                     | - Vlašić - Brozović - Modrić - Majer - Perišić - Petković |                            | - Joselu - Rodri - Merino - Asensio - Laporte - Carvajal |                                                                           |                                                                           |

|  |  |

| POR          | 1  | Dominik Livaković |       |       |
| DEF          | 22 | Josip Juranović   |       | 112'  |
| DEF          | 6  | Josip Šutalo      |       |       |
| DEF          | 5  | Martin Erlić      |       |       |
| DEF          | 14 | Ivan Perišić      |       |       |
| MED          | 11 | Marcelo Brozović  |       |       |
| MED          | 10 | Luka Modrić       |       |       |
| MED          | 8  | Mateo Kovačić     |       |       |
| DEL          | 15 | Mario Pašalić     |       | 61'   |
| DEL          | 16 | Luka Ivanušec     |       | 78'   |
| DEL          | 9  | Andrej Kramarić   |       | 90+1' |
| Cambios:     |    |                   |       |       |
| DEL          | 17 | Bruno Petković    | 90+2' | 61'   |
| MED          | 13 | Nikola Vlašić     |       | 78'   |
| MED          | 7  | Lovro Majer       |       | 90+1' |
| DEF          | 2  | Josip Stanišić    |       | 112'  |
| Entrenador:  |    |                   |       |       |
| Zlatko Dalić |    |                   |       |       |

| POR               | 23 | Unai Simón       |     |     |
| DEF               | 22 | Jesús Navas      |     | 97' |
| DEF               | 3  | Robin Le Normand |     | 78' |
| DEF               | 14 | Aymeric Laporte  |     |     |
| DEF               | 18 | Jordi Alba       |     |     |
| MED               | 16 | Rodri            | 97' |     |
| MED               | 8  | Fabián Ruiz      |     | 78' |
| MED               | 10 | Marco Asensio    |     |     |
| DEL               | 9  | Gavi             | 81' | 87' |
| DEL               | 15 | Yeremy Pino      |     | 66' |
| DEL               | 7  | Álvaro Morata    |     | 66' |
| Cambios:          |    |                  |     |     |
| DEL               | 12 | Ansu Fati        |     | 66' |
| DEL               | 20 | Joselu           |     | 66' |
| MED               | 6  | Mikel Merino     |     | 78' |
| DEF               | 4  | Nacho            | 96' | 78' |
| DEL               | 21 | Dani Olmo        |     | 87' |
| DEF               | 2  | Dani Carvajal    |     | 97' |
| Entrenador:       |    |                  |     |     |
| Luis de la Fuente |    |                  |     |     |

| Jugador del partido: Marcelo Brozović (Croacia) Árbitros asistentes: Stefan Lupp (Alemania) Marco Achmüller (Alemania) Cuarto árbitro: Ivan Kružliak (Eslovaquia) Árbitro asistente de video: Marco Fritz (Alemania) Asistentes VAR: Sven Jablonski (Alemania) Stuart Attwell (Inglaterra) |

|                            |
| Bandera de España          |
| Campeón España 1.er título |

## Premios y reconocimientos

### Jugador del Torneo
El Premio al jugador del torneo fue entregado a Rodri Hernández, quien fue elegido por los observadores técnicos de la UEFA.
- Rodri Hernández

## Máximos goleadores
Un gol
| - Andrej Kramarić - Luka Modrić - Mario Pašalić - Bruno Petković - Federico Chiesa | - Federico Dimarco - Davide Frattesi - Ciro Immobile - Steven Bergwijn - Noa Lang | - Donyell Malen - Georginio Wijnaldum - Joselu Mato - Yéremi Pino |